# Serhij Hryn
Serhij Mychajlovytj Hryn (ukrainska: Сергій Михайлович Гринь), född den 27 december 1981 i Kiev, Ukrainska SSR, Sovjetunionen, är en ukrainsk roddare.
Han tog OS-brons i scullerfyra i samband med de olympiska roddtävlingarna 2004 i Aten.